# 일렉션 (1999년 영화)
《일렉션》(영어: Election)은 1999년에 개봉한 미국의 풍자 블랙 코미디 영화이다. 알렉산더 페인이 연출하고, 리스 위더스푼, 매슈 브로더릭, 크리스 클라인 등이 출연하였다. 1998년에 발간된 동명 소설이 원작이며, 세 학생이 후보로 출마한 어느 고등학교의 학생 회장 선거를 통해 정치와 고등학교 생활을 풍자한다.
영화관 자체 흥행에서 주요 영화의 지위를 확보하는 데는 어려움을 겪었지만 가정용 비디오와 DVD가 발매되면서 훨씬 인기를 더 끌게 되었다. 작품성면에서 많은 주목을 받았으며 비평가들 사이에서 좋은 평가를 받았다. 2000년 제72회 아카데미상 각색상 후보에 올랐으며, 리스 위더스푼이 제57회 골든 글로브상 코미디·뮤지컬 영화 부문 여우 주연상과 제15회 인디펜던트 스피릿 어워드 여우 주연상 후보에 지명되었다.
미국 케이블 채널 브라보는 이 영화를 “가장 재밌는 영화 100선” 중 61위로 선정했으며, 엔터테인먼트 위클리는 “최고의 고등학교 관련 영화 50편”에서 6위로 꼽았다. 프랑스 영화 잡지 프르미에르 미국판은 트레이시 플릭 역을 연기한 리스 위더스푼을 “역대 최고의 영화 연기 100” 중 45위로 꼽았다.

## 줄거리
네브래스카주 오마하의 카버 고등학교 학생회장 선거 시기. 여학생 출마자인 트레이시 플릭(리스 위더스푼 분)은 열망에만 가득차 남들은 안중에도 없는 소녀이다. 사실 친구들 사이에서는 왕따나 다름없지만 트레이시는 이에 아랑곳하지 않는다. 더군다나 다른 학교 선생님과 일종의 연애설이 떠돌자 선생님인 짐 매콜리스터(매슈 브로더릭 분)는 이를 못마땅하게 생각한다. 그런데도 최종 예비 후보에 트레이시가 오르자 짐은 트레이시를 낙선시키려고 계획을 세우기 시작한다.

## 출연진
- 매슈 브로더릭 - 짐 매캘리스터 역: 윤리학을 열성적으로 가르치는 교사이다. 학생을 교육하기를 진실로 좋아하며, 인간적으로 탐탁치 않은 행실을 보이는 학생에게는 냉철하다. 하지만 그런 기준에도 불구하고 트레이시의 선거 활동을 방해하려 하면서 스스로의 신념을 무너뜨리고 만다.
- 리스 위더스푼 - 트레이시 이니드 플릭 역: 학교 회장에 도전한 용기 있는 여학생이다. 너무 과한 욕심을 지녀 모든 사람들을 누르고 스스로 위에 올라서기를 좋아한다.
- 크리스 클라인 - 폴 메츨러 역: 학생 회장에 출마한 최고 훈남 캐릭터이다. 가장 인기가 있는 학생인데 본인의 자질이나 태도 모두 많은 사람들의 부러움을 산다. 하지만 너무 솔직하고 친절한 면이 경쟁에 있어서는 되려 독이 되고 말아 결국 선거에서 패하게 된다.
- 제시카 캠벨 - 태미 메츨러 역: 폴 메츨러의 여동생으로 동성애자이다. 그녀는 자신의 성적 지향을 숨긴 채 동성 친구인 리사와의 관계를 발전시켜 나가려 한다. 태미도 후보로 출마했으나 목적은 오빠 폴의 선거 매니저인 리사와 접촉할 기회를 늘리기 위함이다.
- 마크 해럴릭 - 데이브 너보트니 역
- 필 리브스 - 월트 헨드릭스 교장 역
- 몰리 헤이건 - 다이앤 매캘리스터 역
- 딜레이니 드리스컬 - 린다 너보트니 역
- 콜린 캠프 - 주디스 플릭 역
- 프랭키 잉그라시아 - 리사 플래너건 역
- 맷 멀로이 - 론 볼 부교장 역
- 저닌 잭슨 - 조 메츨러 역
- 홈스 오즈번 - 리처드 “딕” 메츨러 역
- 니컬러스 디애거스토 - 래리 파우치 역

## 제작
1996년 제작자 앨버트 버거와 론 여크사가 감독 알렉산더 페인에게 톰 퍼로타가 쓴 원작 소설의 미출간된 원고를 보냈을 당시 페인은 10대 영화를 연출하는 데 별 관심이 없었으나 원고를 읽고 생각을 바꾸게 되었다. 이 소설에 영감을 준 두 주요 사건은 로스 페로가 제3의 후보로 출마한 1992년 미국 대통령 선거, 그리고 임신한 학생이 홈커밍 퀸으로 선출되자 선거를 무효화하고 다른 후보자를 우승자로 발표한 위스콘신주 오클레어 메모리얼 고등학교 사건이다.
가상의 고등학교인 카버 고등학교는 네브라스카주 퍼필리언에 위치한 퍼필리언라비스타 고등학교에서 촬영되었다. 이 고등학교에 실제로 재학 중인 학생들이 엑스트라 배우들과 함께 배경의 인물들을 구성하는 데 동원되었다.

## 우리말 녹음
MBC 성우진
- 김영선 - 짐 매캘리스터(매슈 브로더릭)
- 박선영 - 트레이시 플릭(리스 위더스푼)
- 송준석 - 폴 메츨러(크리스 클라인)
- 박소라 - 태미 메츨러(제시카 캠벨)
- 엄현정 - 린다 너보트니(딜레이니 드리스컬)
- 최한 - 데이브 너보트니(마크 해럴릭)
- 이도련 - 월트 교장(필 리브스)
- 황윤걸 - 딕 메츨러(홈스 오즈번)
- 유은숙 - 조 메츨러(저닌 잭슨)
- 조현정 - 리사(프랭키 잉그라시아)
- 방성준 - 제리(조엘 파크스)
- 정재헌 - 래리(니컬러스 디애거스토)
- 이민하 - 미셸(에이미 팰콘)
- 한경화 - 여배우(크리스타 영)
- 유상우 - 다이앤(몰리 헤이건)
- 김두희 - 더그
- 류승곤